# 朱姆加尔别克·阿曼巴耶夫
朱姆加尔别克·别克苏丹诺维奇·阿曼巴耶夫（1946年2月2日—2005年2月11日），吉尔吉斯人，苏联、吉尔吉斯斯坦政治人物。苏联解体后任吉尔吉斯斯坦副总理。

## 生平
- 1946年2月2日出生于吉尔吉斯苏维埃社会主义共和国纳伦州朱姆加利尔区恰耶克村。
- 1966年，毕业于吉尔吉斯斯克里亚宾农学院。此后担任天山畜牧实验农场技术员。
- 1967年-1970年，吉尔吉斯畜牧兽医研究所研究生。毕业后担任研究所研究员。
- 1971年-1973年，奥什州育种站主任。1972年加入苏联共产党。
- 1973年-1981年，奥什州农业厅副厅长，厅长；吉共阿赖地区党委第一书记。
- 1981年-1985年，吉共奥什州委书记，后赴苏共中央社会科学院学习。
- 1985年-1988年，吉共中央书记处书记。
- 1988年-1991年，吉共伊塞克湖州委第一书记。
- 1990年-1991年4月，伊塞克湖州州长。
- 1991年4月-1991年8月，吉共中央第一书记。
- 1991年10月-1991年12月，吉尔吉斯斯坦农业研究院副院长。
- 1992年-1993年，吉尔吉斯斯坦农业综合企业中心主任，顾问。
- 1993年-1995年，吉尔吉斯斯坦副总理。
- 2005年2月11日于比什凯克逝世，享年59岁。

阿曼巴耶夫是苏共28大代表，第28届中央政治局委员，第28届中央候补委员；苏联人民代表，第9-12届吉尔吉斯苏维埃社会主义共和国最高苏维埃代表，第1-2届吉尔吉斯斯坦最高会议议员。

## 荣誉
- 劳动红旗勋章
- 荣誉勋章